# Stadspark (Aalst)
Het Stadspark ook wel het Groot Park of Park schepen de Wolf is een park in de Belgische stad Aalst. Het kan opgevat worden als kunstmatig natuurdomein met een recreatieve-educatieve functie. Het park beslaat een oppervlakte van circa 15 ha.

## Ligging
Het stadspark ligt ten zuiden van het stadscentrum. Het wordt begrensd door de Parklaan, Désiré De Wolfstraat en Erembodegemstraat. Het ligt gevat tussen de stedelijke sportterreinen en de industriezone aan de Dender. In het zuiden loopt het park over in het natuurreservaat het Osbroek, dat bijna 25 hectare groot is.

## Beschrijving
Het stadspark van Aalst werd aangelegd tussen 1911 en 1916 onder impuls van schepen Désiré De Wolf. Hij deed hiervoor een beroep op de landschapsarchitect Louis Breydel. Het park is opgevat als een ruim recreatieoord met wandelpaden en speelterreinen rond twee visvijvers: de Ballonvijver en de Spiegelvijver. De oorspronkelijke constructies in het park (een melkhuis, een kaarthuisje, een tuinhuisje en een brug) ademen de typische sfeer van begin 20e eeuw. Het park kan deels opgevat worden als een arboretum (de inventaris bevat ongeveer 200 boomsoorten).

## Openingsuren
Het park is normaal toegankelijk van zonsopgang tot zonsondergang, in de praktijk worden er echter uren gehanteerd die afhankelijk zijn van maand tot maand:

## Kadaster
Aalst, sektie B, perceelnummers 556d3, 556, 557, 558, 559 en 560

## Bescherming
Als landschap beschermd bij K.B.: 9.3.1977; B.S.: 14.4.1977. Dossier R.M.L.Z.: L 1231; P.C.M.L.: 7062.

## Varia
De merknaam Du Parc van oorspronkelijk enkel dameskousen, verwijst naar de ligging van het bedrijf nabij het stadspark van Aalst.

## Galerij

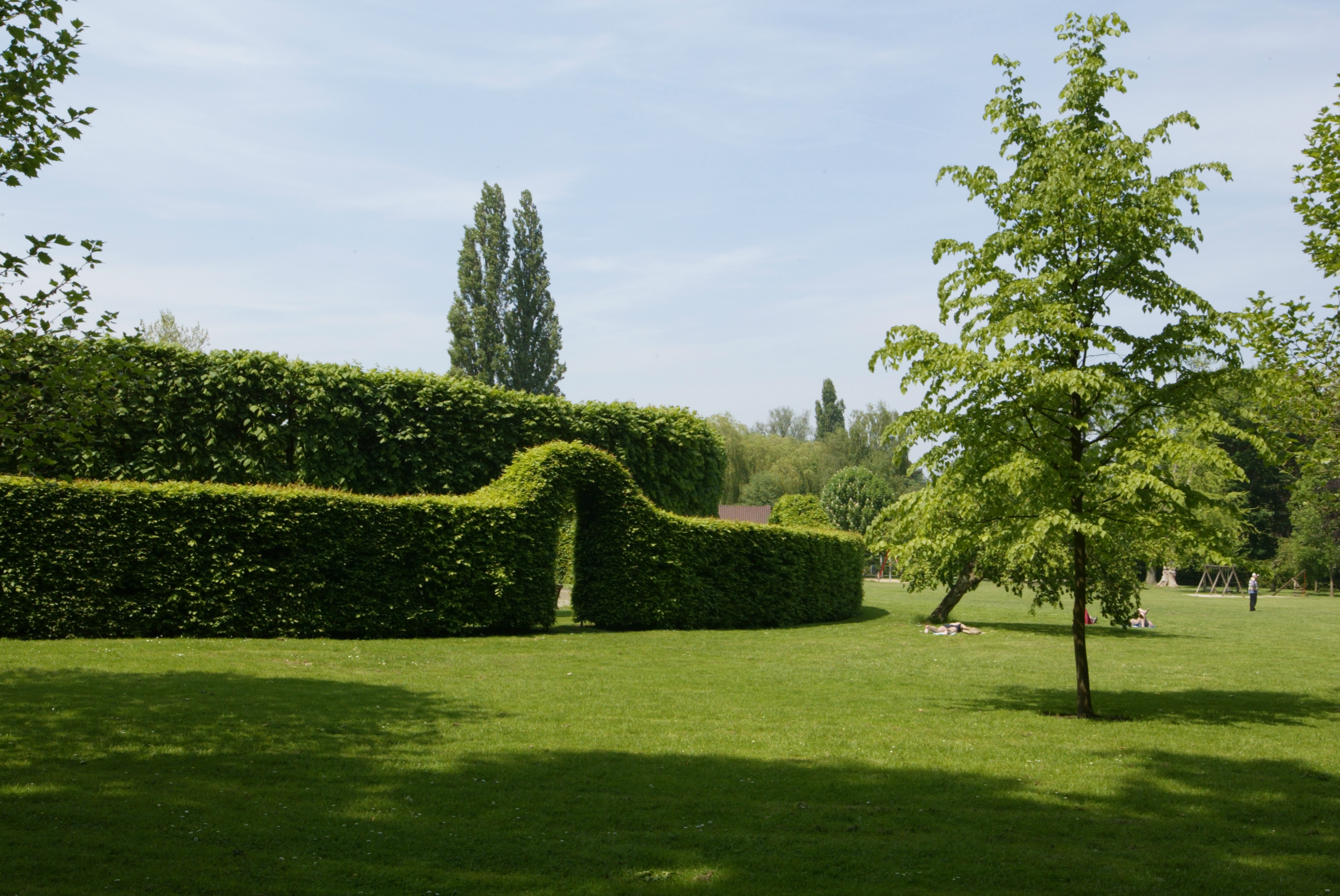
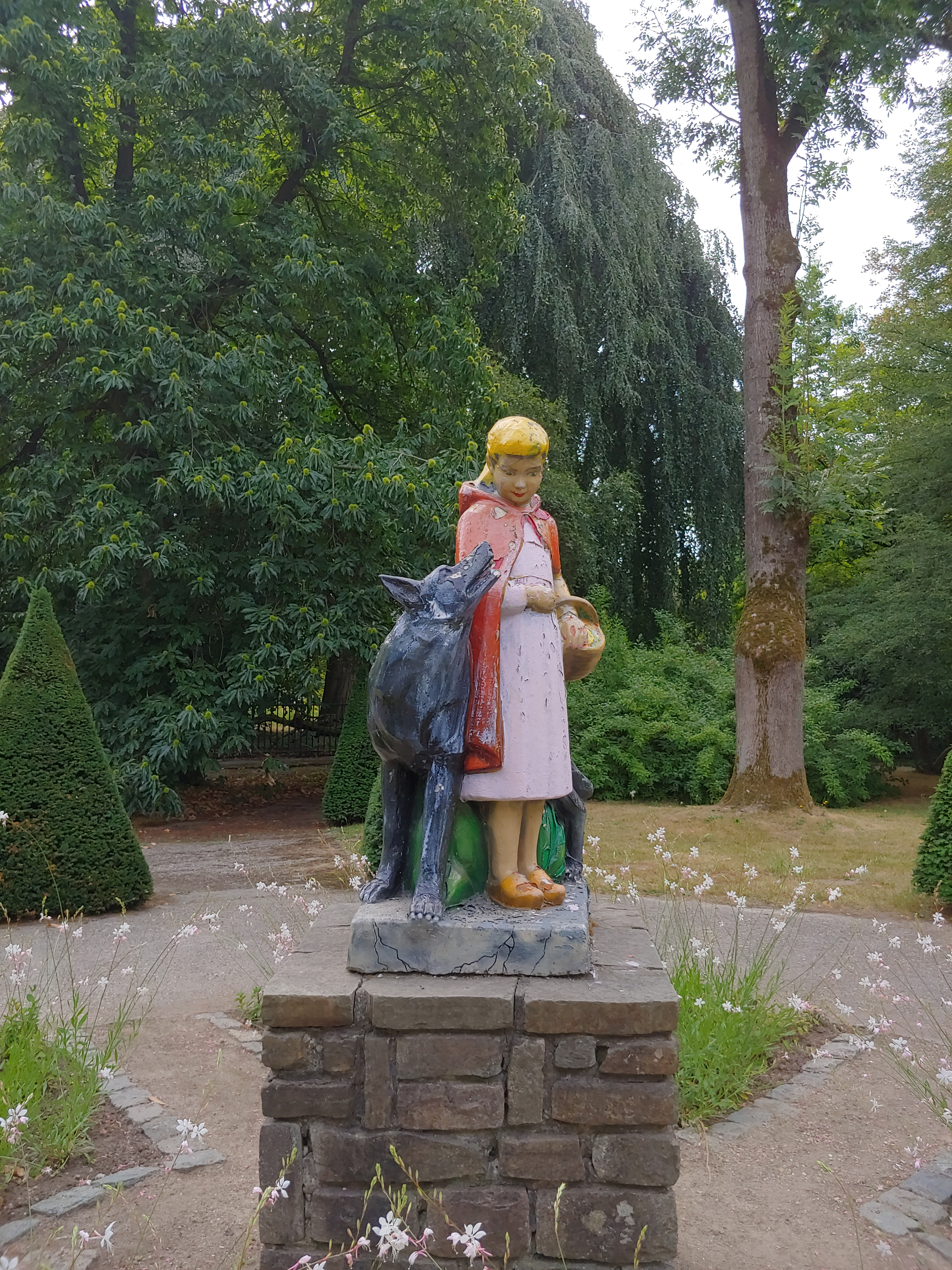
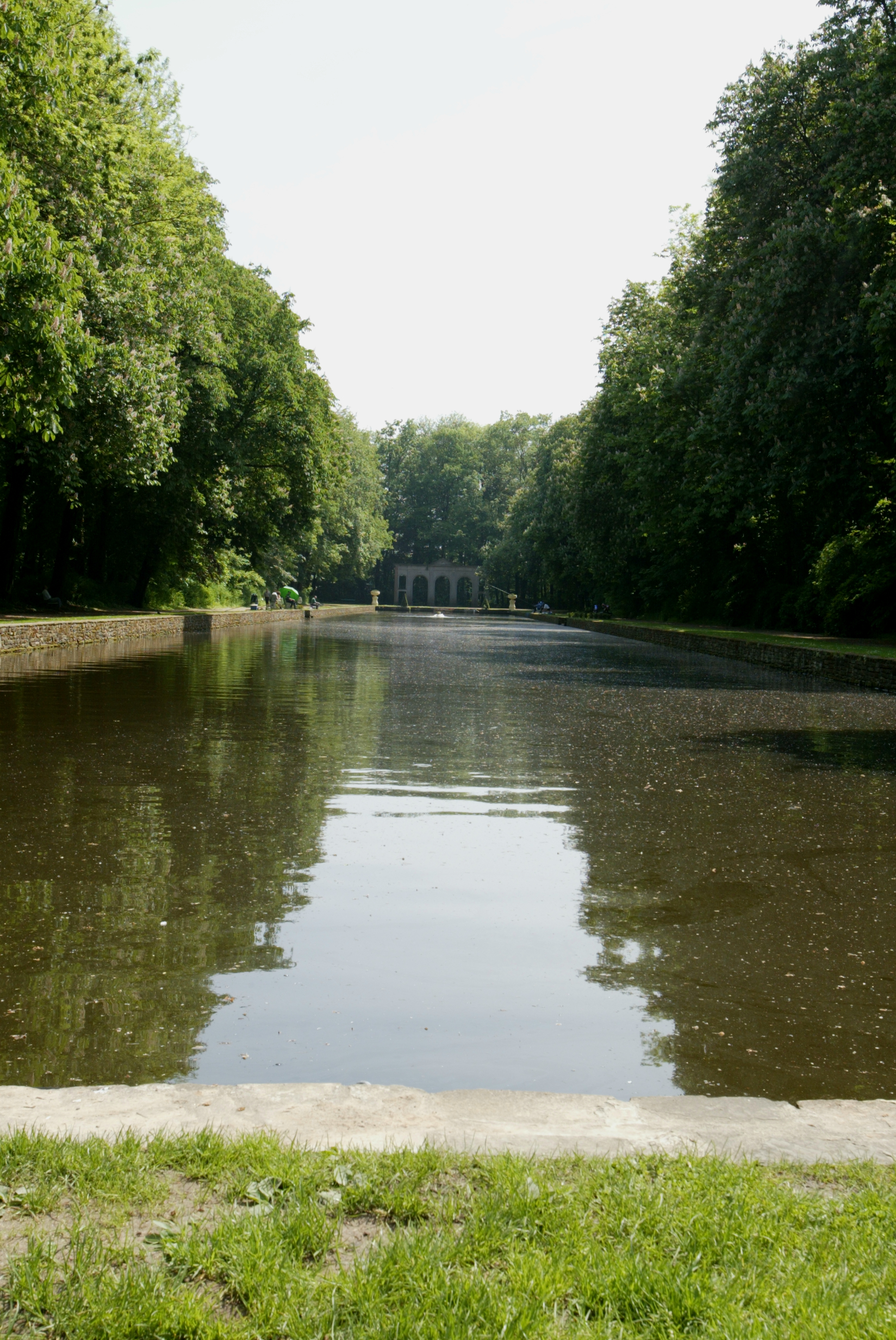
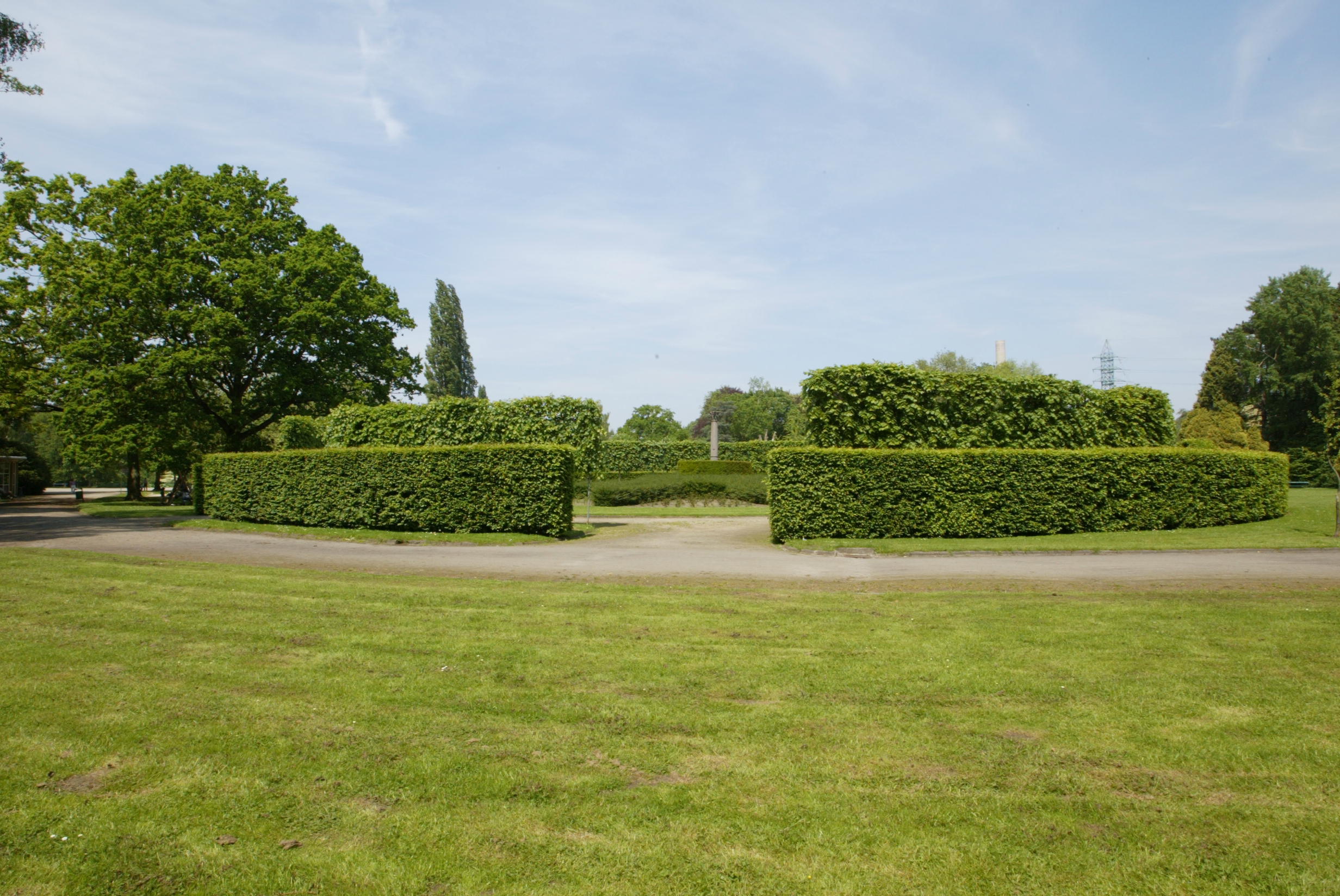
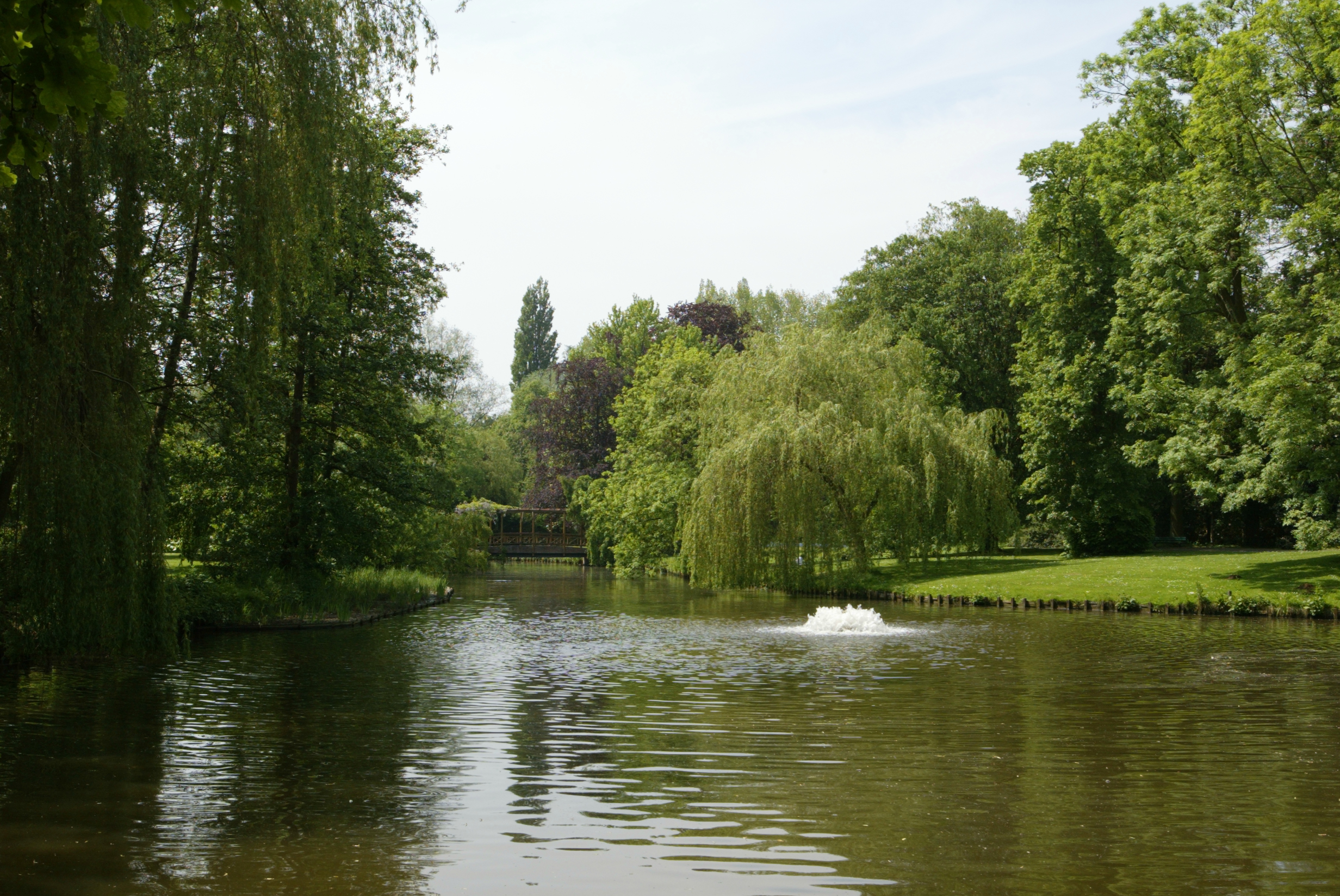
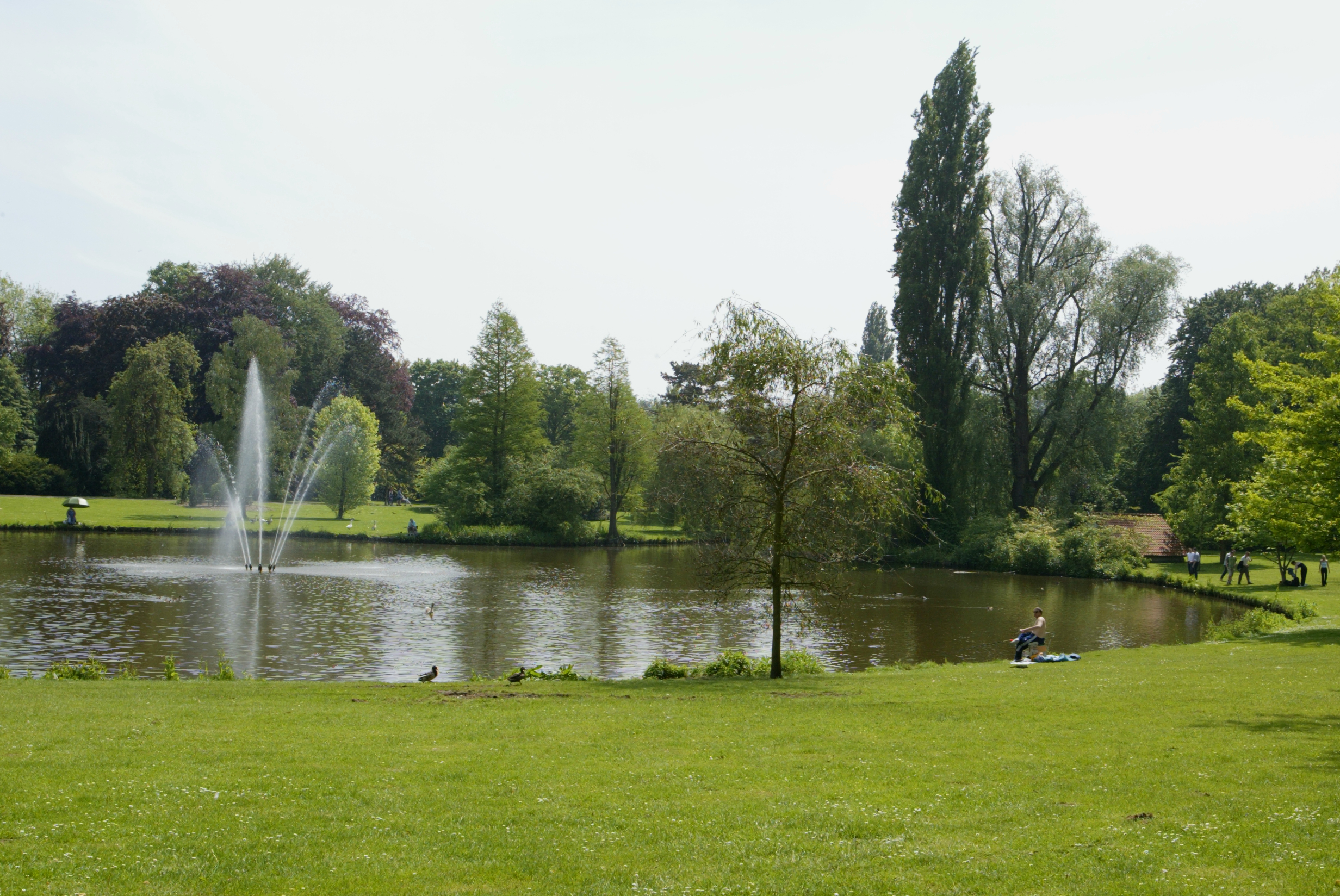
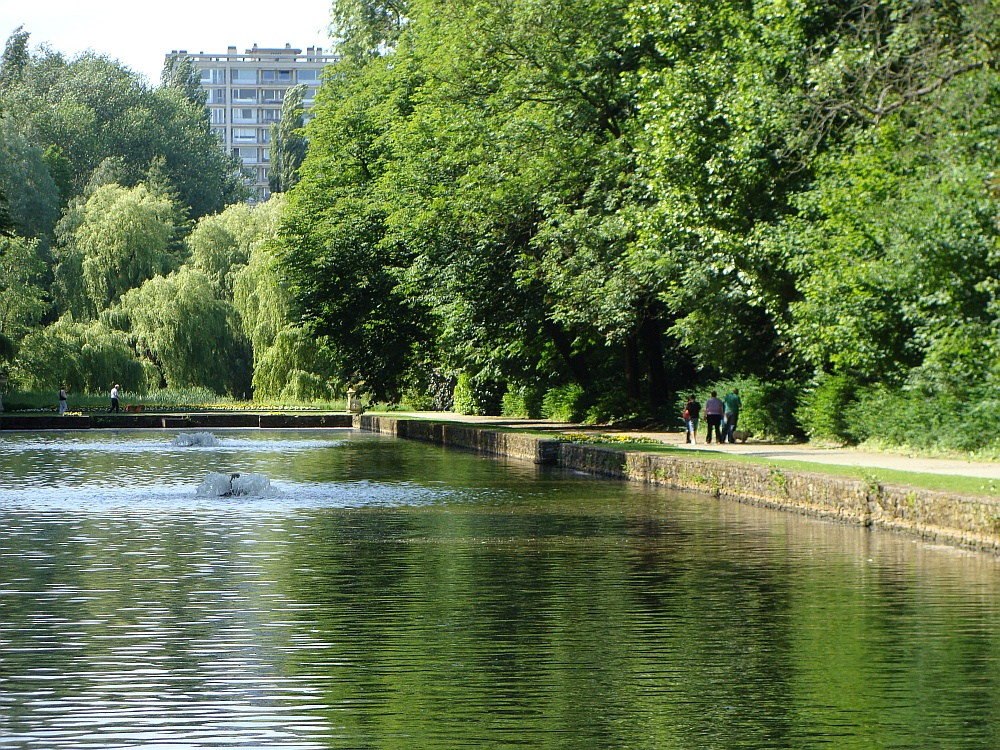
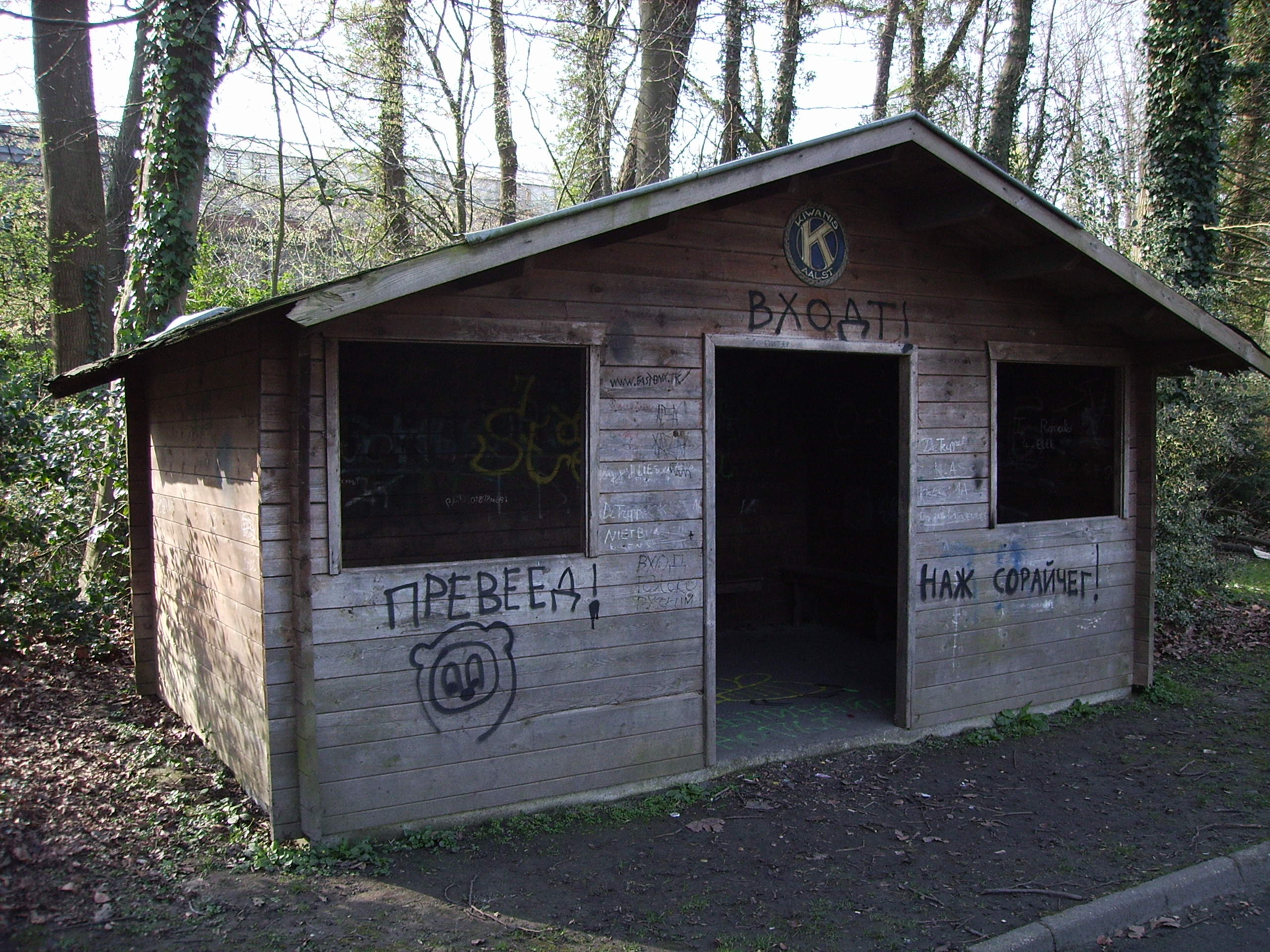
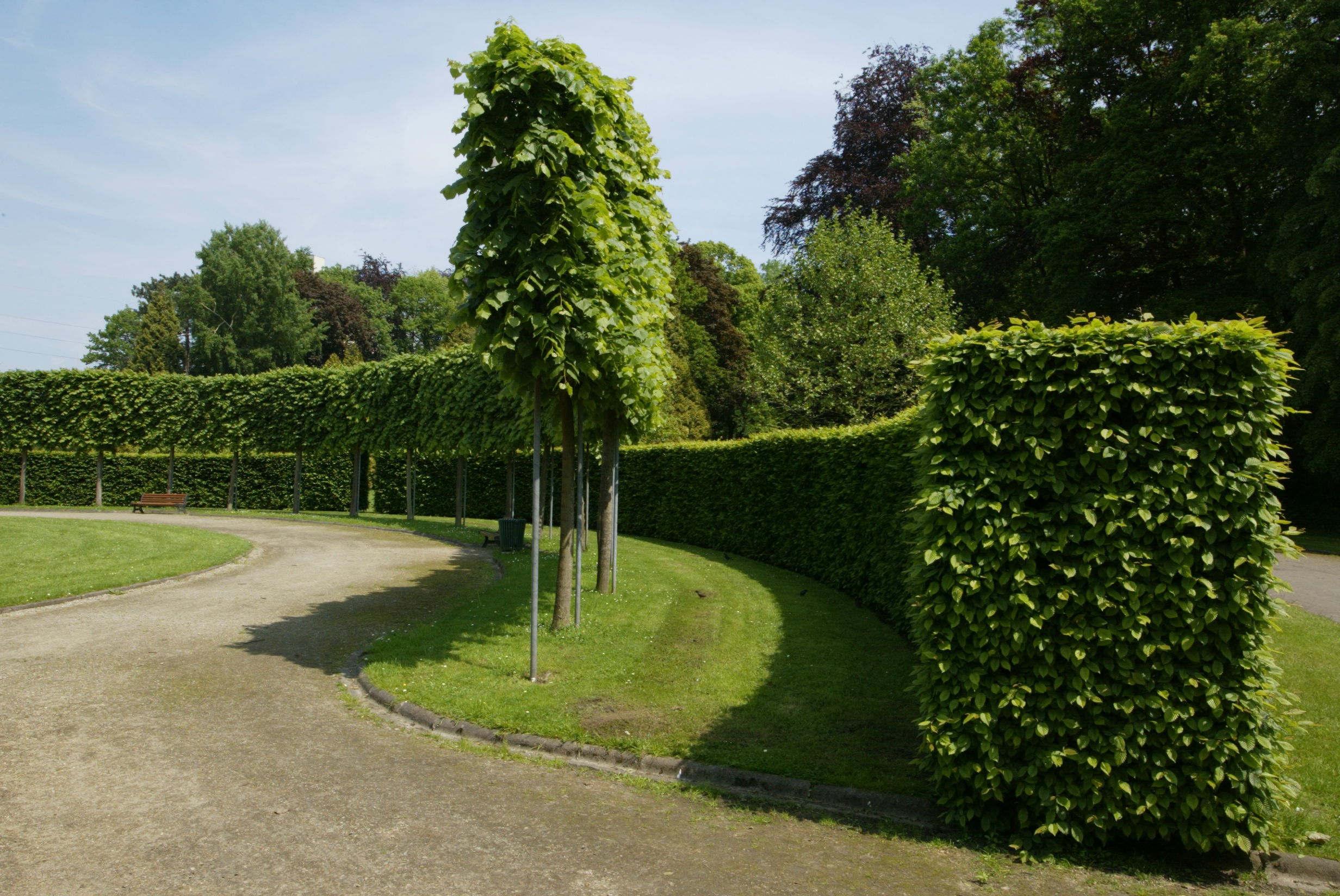
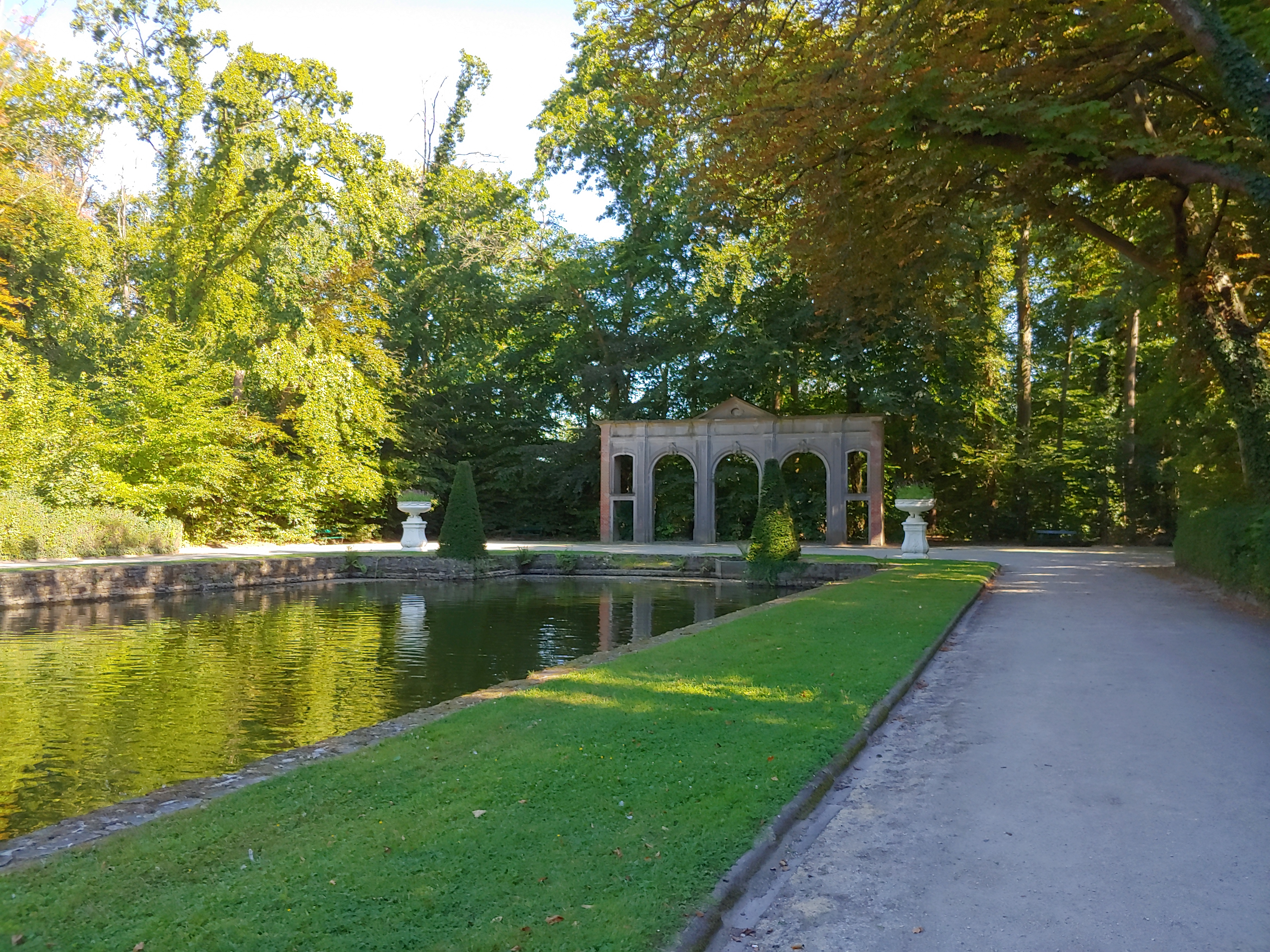
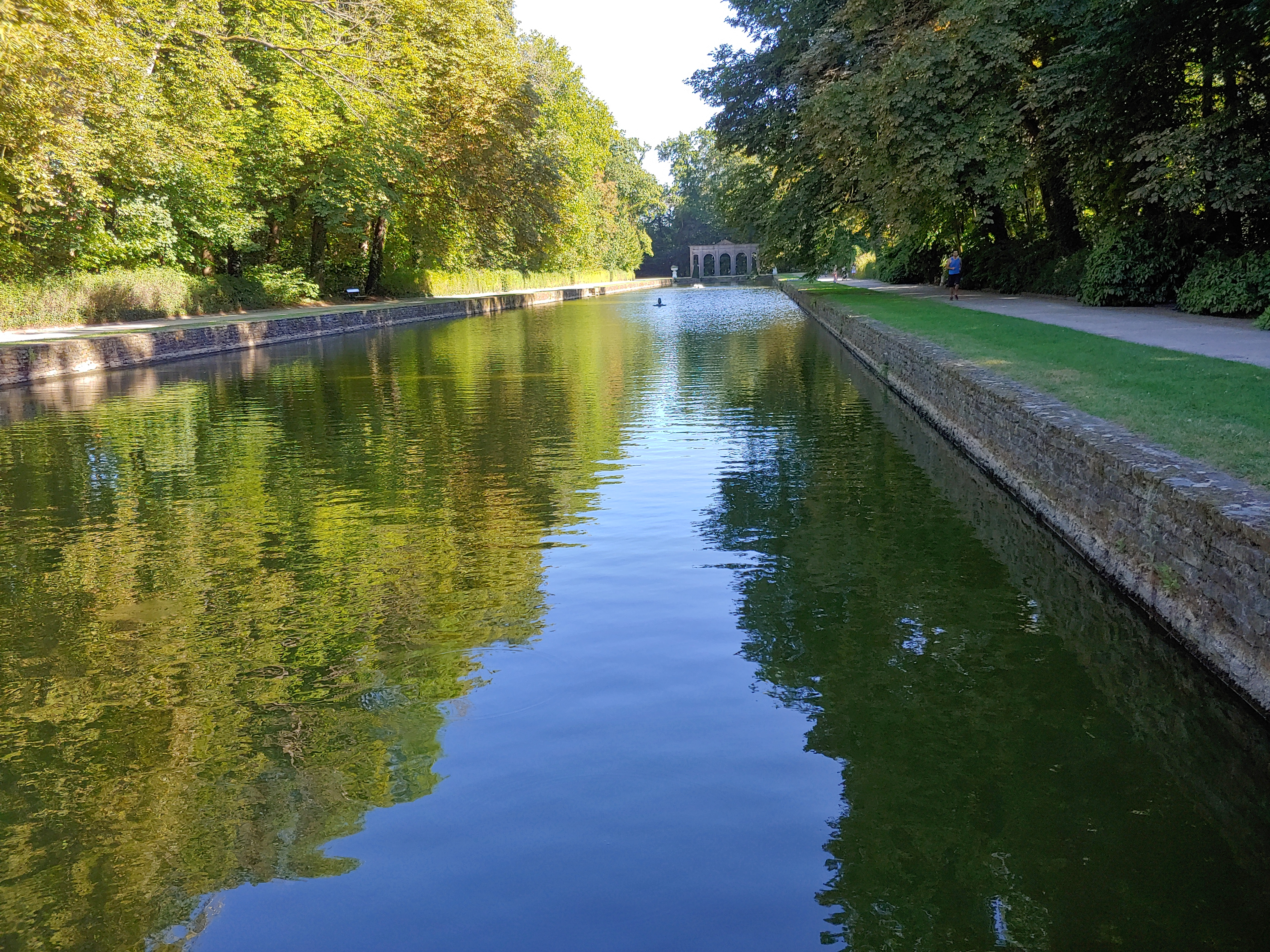